# Contea di Wenquan
La contea di Wenquan (温泉县S) è una contea della Cina, situata nella regione autonoma di Xinjiang e amministrata dalla prefettura autonoma mongola di Börtala.